# チエノジアゼピン系

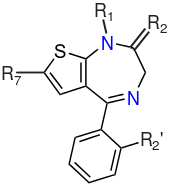
チエノジアゼピンの基本構造

チエノジアゼピン系（英語: Thienodiazepine）は、ジアゼピン環とチオフェン環が縮合した複素環式化合物である。ベンゾジアゼピンのベンゼン環をチオフェン環に置換しただけであり、同様にベンゾジアゼピン受容体結合部位に作用し、ベンゾジアゼピン系と同様の作用を有する。このため、大きくベンゾジアゼピン系薬物に入る。
チエノジアゼピン系の構造は、次のようないくつかの製薬医薬品の中核となる。
- クロチアゼパム（リーゼ）
- ベンタゼパム

トリアゾラム（ハルシオン）は、ベンゾジアゼピン誘導体である。
エチゾラム（デパス）は、チエノトリアゾロジアゼピン誘導体である。
ブロチゾラム（レンドルミン）は、チエノトリアゾロジアゼピン誘導体である。
クロチアゼパム（リーゼ）は、チエノジアゼピン誘導体である。

これらチエノジアゼピン誘導体は、ベンゾジアゼピン系誘導体とよく似た化学構造と作用を持つため同様の注意が必要だが、とりわけ救急医療においてチエノジアゼピンはこの化学構造の違いにより、簡易薬物鑑別のためのトライエージでの検出ができない（または検出しにくい）。

## 規制
1971年の向精神薬に関する条約における規制管理は、クロチアゼパムがスケジュールIV薬物である。
クロチアゼパムは麻薬及び向精神薬取締法（麻薬取締法）における第三種向精神薬である。